# 273e Infanteriedivisie (Duitsland)
De Duitse 273e Infanteriedivisie (Duits: 273. Infanterie-Division) was een Duitse infanteriedivisie tijdens de Tweede Wereldoorlog. De divisie werd opgericht op 22 mei 1940. De eenheid deed in haar korte bestaan dienst in Duitsland.
In juli 1940 werd de divisie na de overgave van Frankrijk ontbonden. 

## Samenstelling
- Infanterie-Regiment 544
- Infanterie-Regiment 545
- Infanterie-Regiment 546
- Artillerie-Abteilung 273
- Panzerjäger-Kompanie 273
- Pionier-Kompanie 273
- Nachrichten-Kompanie 273